# Kurate
Ne doit pas être confondu avec Kurrat.
Kurate (鞍手町, Kurate-machi) est un bourg du district de Kurate, dans la préfecture de Fukuoka, au Japon.

## Géographie

### Démographie
Au 1er août 2014, la population de Kurate s'élevait à 16 383 habitants répartis sur une superficie de 35,58 km2.